# Боглаево
Боглаево — деревня в Удомельском городском округе Тверской области.

## География
Деревня находится в северной части Тверской области на расстоянии приблизительно 33 км на север-северо-запад по прямой от железнодорожного вокзала города Удомля.

## История
Деревня известна с 1501 года как Баглаево. В 1859 году принадлежала помещице Колзаковой. Дворов (хозяйств) было 6(1859 год), 16 (1886), 19 (1911), 17 (1958), 12 (1986), 5 (1999). В советский период истории здесь действовали колхозы «Смена», им. Сталина, «Прогресс» и совхоз «Прогресс». До 2015 года входила в состав Котлованского сельского поселения до упразднения последнего. С 2015 года в составе Удомельского городского округа.

## Население
Численность населения: 54 человека (1859 год), 85 (1886), 115 (1911), 52 (1958), 13 (1986), 7 (1999), 7 (русские 100 %) в 2002 году, 6 в 2010.